# هانس كريبس
هانس أدولف كريبس (بالألمانية: Hans Adolf Krebs)‏ ـ (25 أغسطس 1900 ـ 22 نوفمبر 1981) كان طبيبًا وعالم كيمياء حيوية بريطانيًا ذا أصل ألماني، عرف باكتشافه لاثنين من مسارات الأيض الهامة هما دورة اليوريا ودورة حمض الستريك (تعرف الأخيرة باسم «دورة كريبس» نسبة إليه). حصل على  جائزة نوبل في الطب أو علم وظائف الأعضاء عام 1953 ـ مناصفة مع فريتس ليبمان ـ لاكتشافه دورة حمض الستريك.

## نشأته ودراسته الأولى
ولد كريبس في هيلدسهايم بألمانيا، وكان والده يعمل جراح أذن وأنف وحنجرة. التحق بالمراحل الدراسية الأولى في هيلدسهايم ثم درس الطب في جامعتي غوتينغن وفرايبورغ بين عامي 1918 و1923 وحصل على دكتوراه الفلسفة من جامعة هامبورغ سنة 1925، ثم درس الكيمياء في برلين لعام واحد، ثم عمل مساعداً لأوتو فاربورغ في معهد القيصر فيلهلم لعلم الأحياء حتى عام 1930.

## حياته العملية والأكاديمية
التحق كريبس بالجيش الألماني سنة 1932، حيث ألحق بفرقة المشاة الميكانيكية الثالثة عشرة رغم كونه يهودي الديانة. عاد كريبس إلى ممارسة الطب السريري في مستشفى بلدية ألتونا في هامبورغ، ثم في العيادة الطبية بجامعة فرايبورغ، وهناك قام بإجراء أبحاثه واكتشف دورة اليوريا. غير أنه ـ مع صعود النازية ـ مُنع من ممارسة الطب في ألمانيا ليهوديته، فهاجر إلى إنجلترا سنة 1933، وهناك ألحقته جامعة كامبردج بالعمل في قسم الكيمياء الحيوية تحت إشراف السير فريدريك هوبكنس (الحاصل على جائزة نوبل في الطب سنة 1929). وفي سنة 1945 عين كريبس أستاذاً للكيمياء الحيوية في جامعة شيفيلد، ثم انتقل للعمل بنفس الدرجة في جامعة أكسفورد سنة 1954، وبعد تقاعده واصل أبحاثه في «مشفى رادكليف» بأكسفورد حتى وفاته.

## أبحاثه
انصبت اهتمامات كريبس البحثية على الأيض الوسيط (بالإنجليزية: intermediary metabolism)‏، فاكتشف دورة اليوريا سنة 1932 ودورة حمض الستريك سنة 1937 (أثناء عمله في جامعة شيفيلد)، وهو الاكتشاف الذي استحق عنه جائزة نوبل في الطب أو علم وظائف الأعضاء سنة 1953.

## تكريمه
كان كريبس زميلاً لكلية الثالوث (ترينيتي كوليدج)، وحصل على لقب «سير» سنة 1958، كما انتخب عضواً شرفياً بكلية غيرتون بجامعة كامبردج سنة 1979.

## أسرته

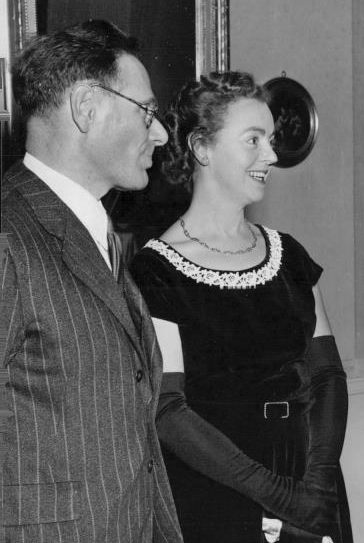
كريبس مع زوجته في ستوكهولم عام 1953

تزوج كريبس سنة 1938 من مارجريت سيسيلي فيلدهاوس، وأنجب منها ابنين هما جون (الذي لقب فيما بعد بالبارون كريبس وكان عالم طيور معروفاً وعضواً في مجلس اللوردات) وبول، وابنة واحدة هي هيلين.

## وفاته
توفي كريبس في أكسفورد بإنجلترا في 22 نوفمبر 1981.

## روابط خارجية
- هانس كريبس على موقع الموسوعة البريطانية (الإنجليزية)
- هانس كريبس على موقع مونزينجر (الألمانية)